# 알렉세이 쉬골레프
알렉세이 쉬골레프(영어: Aleksey Shchigolev, 1972년 9월 18일 ~ )은 러시아 출신의 축구 선수이며 수비수로 활약하였다. 부천 유공 (현 제주 유나이티드 FC) 소속으로 1996 시즌 한 시즌 동안 시즌 통산 22경기 0득점-0도움 (정규리그 15경기 0득점-0도움 / 리그컵 7경기 0득점-0도움)의 기록을 남겼다.
1996년 부천 유공 입단 전인 1994년 4월 일화 천마에서 입단 테스트를 받기도 하였으며 같은 알렉세이라는 등록명을 사용하는 1994년 LG 치타스에서 활약했던 알렉세이 수다리코프와는 동명이인이었지만 같은 선수로 잘못 알려졌다. 현재 등록명은 알렉세이3이다.